# Rhizophagus atticus
Rhizophagus atticus is een keversoort uit de familie kerkhofkevers (Monotomidae). De wetenschappelijke naam van de soort werd in 1968 gepubliceerd door Tozer.